# Bushnell (Flórida)
Bushnell é uma cidade localizada no estado americano da Flórida, no condado de Sumter, do qual é sede. Foi incorporada em 1911.

## Geografia
De acordo com o United States Census Bureau, a cidade tem uma área de 6,1 km², onde todos os 6,1 km² estão cobertos por terra.

### Localidades na vizinhança
O diagrama seguinte representa as localidades num raio de 16 km ao redor de Bushnell.

## Demografia
Segundo o censo nacional de 2010, a sua população é de 2 418 habitantes e sua densidade populacional é de 399 hab/km². É a localidade mais densamente povoada do condado de Sumter. Possui 1 205 residências, que resulta em uma densidade de 198,8 residências/km².